# Чеснаков, Алексей Александрович
Алексе́й Алекса́ндрович Чеснако́в (род. 1 сентября 1970, Баку, Азербайджанская ССР) — российский политолог, директор Центра политической конъюнктуры (ЦПК). Автор ряда публикаций, посвящённых внутренней и внешней политике России. Заместитель начальника Управления внутренней политики Президента РФ (2001—2008), член Общественной палаты Российской Федерации (2009—2010), заместитель Секретаря Генерального совета партии «Единая Россия» (2012—2013). Профессор департамента политики и управления факультета социальных наук НИУ ВШЭ.

## Происхождение
Родился 1 сентября 1970 года в Баку Азербайджанской ССР.

## Образование
Окончил философский факультет МГУ им. М. В. Ломоносова по специальности «преподаватель социально-политических дисциплин».
В 1991—1993 годах — научный сотрудник Института массовых политических движений Российско-американского университета (РАУ).
В 1993—1997 годах — научный сотрудник, руководитель проектов Центра политической конъюнктуры России (ЦПК).
В 1997—2000 годах — директор Центра политической конъюнктуры России (ЦПК); руководитель Центра социальной и политической информации Института социально-политических исследований (ИСПИ) РАН.
В 2000 году защитил кандидатскую диссертацию на тему «Электоральный процесс как форма структурирования политического режима: на примере выборов в Государственную Думу», кандидат политических наук.

## Политическая деятельность
В 2001—2008 годах — начальник отдела информационно-аналитического планирования, заместитель начальника Управления внутренней политики Президента РФ.
В 2009—2010 годах — член Общественной палаты Российской Федерации.
В 2010—2011 годах — председатель Общественного совета Президиума Генерального совета Всероссийской политической партии «Единая Россия» по взаимодействию со СМИ и экспертным сообществом. До декабря 2011 года возглавлял политический департамент ЦИК «Единой России». В 2012 — январе 2013 года — заместитель секретаря Генерального совета Всероссийской политической партии «Единая Россия»
Согласно опубликованной в феврале 2012 года предполагаемой переписке сотрудников центрального исполнительного комитета «Единой России», Чеснаков курировал публикацию заказных материалов в ряде федеральных СМИ и новостных сайтов.
С 2008 года по настоящее время — директор Центра политической конъюнктуры России (ЦПК).

### Работа в «Единой России»

#### Выборы в Касимове
В 2012 году Алексей Чеснаков решил участвовать в выборах в Рязанской области, так как имеет оттуда родовые корни по отцовской линии. Город Касимов ему порекомендовал губернатор Рязанской области, как второй по значимости город после Рязани. Дата выборов была назначена на 22 июля. До этого дня Алексей Чеснаков провёл около тридцати встреч с жителями города. 

Очевидно, что в Касимове есть запрос жителей на более эффективную, более современную власть.— 
Местную городскую думу распустили за несколько дней до его вступления в местную ячейку партии «Единая Россия». Предвыборная кампания была связана с многочисленными скандалами: территориальный избирком отказался регистрировать список партии Справедливая Россия, подсчёт голосов также сопровождался нарушениями. Городской суд признал эти действия незаконными, но областной поддержал действия избиркома. Некоторые наблюдатели отметили, что представители оппозиции, в частности от «Яблока», были явно нацелены на конфликт и пытались спровоцировать участковую комиссию и в целом, кампания прошла достаточно агрессивно, так как была пробой сил перед губернаторскими выборами.
Журналисты отметили схожесть этих выборов с выборами в муниципальном образовании Санкт-Петербурга Красненькая речка, по итогам которых Валентина Матвиенко стала председателем Совета Федерации.
По итогам выборов партия «Единая Россия» получила абсолютное большинство в гордуме и Чеснаков мог бы выдвигаться в сенаторы, в случае подобного предложения (13 мест из 20).
Но в итоге сенаторское кресло досталась конкуренту рязанского губернатора Олега Ковалёва — Игорю Морозову. В обмен на это он снял свою кандидатуру с губернаторских выборов, и призвал своих сторонников отдать голоса за нынешнего губернатора. Журналист издательского дома «Коммерсантъ» Олег Кашин посчитал эту ситуацию проигрышем Алексея Чеснакова, активного сторонника Владислава Суркова, который не нашёл общий язык с новым заместителем главы президентской администрации Вячеславом Володиным.
Теперь интересно будет проследить за деятельностью депутата Касимовской городской думы Алексея Чеснакова — часто ли он будет приезжать на заседания в Касимов, часто ли будет встречаться со своими избирателями, как вообще сложится его касимовская политическая карьера. Он же говорил, что идет на выборы, чтобы помочь городу Касимову и получить бесценный опыт муниципальной работы — вот посмотрим теперь, как это все будет происходить.

#### Уход из «Единой России»
Осенью 2012 года было объявлено о перераспределении полномочий между заместителями секретаря генсовета «Единой России», в результате чего часть полномочии Алексея Чеснакова были отданы Ольге Баталиной, которая входит в команду Вячеслава Володина. В ведении Чеснакова оставалось взаимодействие с бизнес- и экспертным сообществом и кураторство идеологических платформ партии, а Баталиной отошли агитационно-пропагандистские функции и кураторство политического департамента.
В январе 2013 года Алексей Чеснаков по собственному желанию покинул пост замсекретаря генсовета «Единой России», одной из причин стало невыполнение обязательств партии перед ним. Как сказал в интервью политолог Алексей Макаркин, «Уход Чеснакова — знаковый для „Единой России“, но это фигура скорее из её истории, он принадлежит к команде Владислава Суркова и скорее с этим связано, что он утратил власть в „Единой России“».
22 мая 2013 года стало известно о том, что Чеснаков написал заявление о выходе из «Единой России», а также собирается сложить мандат депутата Касимовской городской думы. По словам самого Чеснакова, одна из причин его разрыва — желание «сосредоточиться на политологических исследовательских проектах» и «отказ от ограничений, которые налагает партийная дисциплина». Также он сообщил о том, что у него накопились «разногласия с партией».
24 мая политсовет касимовского отделения «Единой России» удовлетворил заявление Алексея Чеснакова о выходе из партии. Некоторые СМИ сообщали, что Чеснаков собирался возглавить партию «Гражданская позиция», однако сам он опроверг эту информацию. При этом сам он заявил, что продолжает считать себя сторонником Путина.

## Международная деятельность

### Участие в событиях на Украине в 2014 году
На фоне войны на востоке Украины, 25 июля 2014 года Служба безопасности Украины опубликовала перехваченные ею телефонные разговоры, на которых, по версии силового ведомства, общаются лидер ДНР гражданин РФ Александр Бородай и Алексей Чеснаков, что было названо доказательством прямой причастности российской стороны к инспирации и эскалации вооружённого конфликта.
В перехваченном разговоре российский политтехнолог расспрашивает руководителя непризнанного государства о внутренней ситуации и финансовом положении сепаратистов, в частности отношениях с главой службы безопасности ДНР и командиром батальона «Восток» Александром Ходаковским. Чеснаков просит Бородая организовать интервью министра обороны ДНР Игоря Стрелкова-Гиркина, в котором тот должен сообщить, что сейчас не выполняет приказы верховного главнокомандующего, президента России Владимира Путина, так как находится в другом государстве, но при этом выражает своё «величайшее уважение» российскому президенту. На это Чеснаков обещает передать ещё 180 миллионов «по тому же каналу».
Сам Алексей Чеснаков отверг данную информацию как не соответствующую действительности.

## Преподавательская деятельность
В 2017—2018 годах Чеснаков был доцентом кафедры региональных проблем мировой политики факультета мировой политики МГУ, вёл курс «информационно-аналитическое обеспечение внешней политики».
С 2019 года — профессор департамента политики и управления факультета социальных наук НИУ ВШЭ, ведёт курсы: «Политическая экспертиза», «Политические исследования и экспертиза в интересах органов власти» и «Современная российская политика».
В 2021 году стал наставником всероссийского «Конкурса политологов», который прошёл при поддержке АНО «Россия — страна возможностей».

## Публицистика и активность в соцсетях
В течение многих лет вёл колонку в «Российской газете», где были опубликованы статьи, связанные с актуальной идеологической и политической повесткой российской власти.
Автор Telegram-канала Чеснаков, который вошёл в топ-30 рейтинга каналов политических экспертов, составленного Центром политической конъюнктуры России в 2023 году.
С 2023 года ведёт авторские подкасты на своём YouTube-канале, в которых рассказывает о книгах для политических практиков — Чеснаков. Библиотека. 
В мае 2024 года опубликовал научно-политическую статью «Ощетинившиеся акторы: Государства в поисках лекарства от вмешательства».